# Mojsije Baltić
Mojsije Baltić (Gora (Petrinja), 19. veljače 1804. − Zagreb, 31. listopada 1879.), hrvatski saborski zastupnik, lokalni dužnosnik i gospodarski stručnjak.
Radio je na unaprijeđivanju agronomije. Jedan od uglednih pravoslavnih Hrvata, prema navodima Miloša Obrkneževića.

## Životopis
Rodio se je u Gori kraj Perinje. Školovao se je i studirao u austrijskom Gradcu (Krajiški upravni institut). Na studiju je bio prijatelj hrvatskog preporoditelja Ljudevita Gaja. Gaj ga je oduševio svojom čistom štokavštinom.
Bio je upravni časnik u Vojnoj krajini i gospodarski stručnjak. Smatra se da je do 1835. vjerojatno radio u stožeru Slunjske pukovnije kao upravni praktikant pa kao poručnik upravne struke. God. 1835. otišao je na novu dužnost. U Petrinji je bio stožerni pobočnik u Drugoj banskoj pukovniji.
Bio je uz Ognjeslava Utješenovića i Franju Žužela jedan je od najistaknutijih poznavatelja zadružnog života u sjevernom dijelu upravno razmrljevne Hrvatske (Hrvatska, Slavonija, Vojna krajina) druge polovice 19. stoljeća. 
vici 19. stoljeća. Baltić je bio suosnivač Gospodarskog društva u Petrinji. Uz njega se u tome isticao Stjepan Pejaković. To je društvo osnovano 1842. bilo prvo takve vrste u Vojnoj krajini, a Baltić je bio tajnik podružnice Gospodarskog društva za bansku krajinu. Baltić je radio na uzdizanju gospodarskih znanja među stanovništvo. Neka dva desetljeća poslije mnogo se je angažirao na osnivanju Gospodarsko-šumarskog učilišta u Križevcima, što je također bilo prvo takve vrste u Hrvata. Baltić je bio u povjerenstvu za odabir zgrade i zemljišta. Učilište je otvoreno tek nakon pada Bachovoga apsolutizma, 19. studenoga 1860. godine, premda je ministarstvo unutarnjih poslova u Beču još 1853. godine službeno pokrenulo osnivanje gospodarske škole u Hrvatskoj, no odluka je stalno bila odgađana zbog nedostatka novca, pa se je stvar makla tek kad je Zemaljska vlada u Zagrebu pristala preuzeti troškove za izgradnju i održavanje škole. Ovo je učilište onda bilo jedino poljodjelsko učilište u Južnih Slavena i jedino učilište u Austro-Ugarskoj na kojem je nastavni jezik bio hrvatski jezik. Baltić, tadašnji savjetnik Kraljevske zemaljske vlade, na otvaranju je izjavio da je time "narodni naš jezik proglašen jezikom učevnim".
Među suosnivačima je lista Pozora 1860. godine. Predsjedavao je Gospodarskim društvom u Zagrebu.
Baltićeve sposobnosti uočio je ondašnji zapovjednik Prve banske pukovnije, budući hrvatski ban Josip Jelačić. Jelačić je Baltića i Utješenovića pozvao 1848. u Zagreb za suradnika u upravu Vojne krajine gdje su radili i na izradi t.zv. Krajiškog ustava. Preuzeo je mjesto u upravi Vojne krajine. Vojnu službu je međutim ubrzo napustio. Radio je kao upravni činovnik Banskoga vijeća, i potom kao savjetnik u Namjesničkom vijeću.
Baltić je važan što se angažirao na poziv hrvatske banske vlade koja je nastojala odgoditi
stavljanje van snage kućne zadruge što bi se imalo dogoditi po Općem građanskom zakoniku proglašenom 1852. godine. Banska vlada je htjela dokazati da za njih vrijede posebne, običajne norme. Baltić je izradio elaborat o tom pitanju. U to je vrijeme obnašao dužnost podžupana u Pakracu (Požeška županija). Malo poslije Baltić je premješten na novu dužnost. Obnašao je dužnost namjesnićkog savjetnika u Zagrebu.
Sudjelovao je u radu Hrvatskog sabora 1848. i 1861. godine kao zastupnik i kao član odbora za rješenje krajiškog pitanja. Bio je u odboru za razviđanje zemaljskih zaklada, za izgradnju željeznice Karlovac–Rijeka, za političko-upravnu organizaciju, za gradnju sisačkoga mosta te u odboru za financijska pitanja.
Treće polje na kojem je iskazivao djelatnost su željeznice. To je bilo zato što je bio savjetnik u Namjesničkom vijeću, gdje se bavio prometnim temama. Zanimali su ga prometni pravci prema moru, s time što se nije ponio kao Hedervaryjevi Srbi, nego se je protivio ugarskoj željezničkoj politici, jer je ta politika štetila Hrvatskoj.
Pisao je za Gospodarski list o vinogradarskim temama.

## Vanjske poveznice
- Portret Mojsija Baltića - MDC  Arhivirana inačica izvorne stranice od 5. svibnja 2015. (Wayback Machine)